# Too Mean to Die
Too Mean to Die es el decimosexto álbum de estudio de la banda alemana de heavy metal Accept, publicado en 2021 por Nuclear Blast. Es el primer trabajo con el bajista Martin Motnik, quien ingresó en 2019 para cubrir el puesto a Peter Baltes quien se retiró de la banda el año anterior. Además, es el primer registro en estudio con el guitarrista Philip Shouse.

## Lista de canciones
| N.º | Título                                            | Escritor(es)                       | Duración |  |
| 1.  | «Zombie Apocalypse»                               | Wolf Hoffmann, Mark Tornillo       | 5:35     |  |
| 2.  | «Too Mean to Die»                                 | Hoffmann, Tornillo, Deaffy         | 4:21     |  |
| 3.  | «Overnight Sensation»                             | Hoffmann, Tornillo, Deaffy         | 4:24     |  |
| 4.  | «No One's Master»                                 | Hoffmann, Tornillo, Martin Motnik  | 4:21     |  |
| 5.  | «The Undertaker»                                  | Hoffmann, Tornillo                 | 5:37     |  |
| 6.  | «Sucks to Be You»                                 | Hoffmann, Tornillo, Motnik         | 4:05     |  |
| 7.  | «Symphony of Pain»                                | Hoffmann, Tornillo, Deaffy         | 4:39     |  |
| 8.  | «The Best Is Yet to Come»                         | Hoffmann, Tornillo, Deaffy, Motnik | 4:47     |  |
| 9.  | «How Do We Sleep»                                 | Hoffmann, Tornillo, Deaffy, Motnik | 5:41     |  |
| 10. | «Not My Problem»                                  | Hoffmann, Tornillo, Deaffy, Motnik | 4:21     |  |
| 11. | «Samson and Dalilah» (arreglos por Wolf Hoffmann) | Camille Saint-Saëns                | 4:31     |  |

## Posicionamiento en listas semanales
| País      | Lista                   | Posición |
| --------- | ----------------------- | -------- |
| Alemania  | Media Control Charts    | 2        |
| Suiza     | Swiss Music Charts      | 4        |
| Finlandia | Suomen virallinen lista | 4        |
| Suecia    | Sverigetopplistan       | 7        |
| Austria   | Ö3 Austria Top 40       | 9        |
| Polonia   | Polish Music Charts     | 10       |
| Hungría   | Top 40 Album            | 11       |
| Escocia   | Scottish Albums         | 14       |
| España    | Top 100 Álbumes         | 33       |
| Bélgica   | Ultratop (Flandes)      | 39       |
| Francia   | French Albums Chart     | 88       |
| Bélgica   | Ultratop (Valonia)      | 92       |

## Músicos
- Mark Tornillo: voz
- Wolf Hoffmann: guitarra eléctrica
- Uwe Lulis: guitarra eléctrica
- Philip Shouse: guitarra eléctrica
- Martin Motnik: bajo
- Christopher Williams: batería